# 加拉丹河
加拉丹河（發音：[kəládàɰ̃ mjɪʔ]），是一条流经缅甸和印度的国际河流，发源于缅甸钦邦中部山地，向西流至印度米佐拉姆邦边境折而向北，成为缅甸和印度之间的界河，再折向西南，接纳右岸的Tuichang河转而往南，进入缅甸境内，最后在实兑注入孟加拉湾。
2008年，印度宣布将援助缅甸1.2亿美元，以开发加叻丹河沿线，作为印度东北内陆诸邦的通海渠道之一。